# Strategische planning

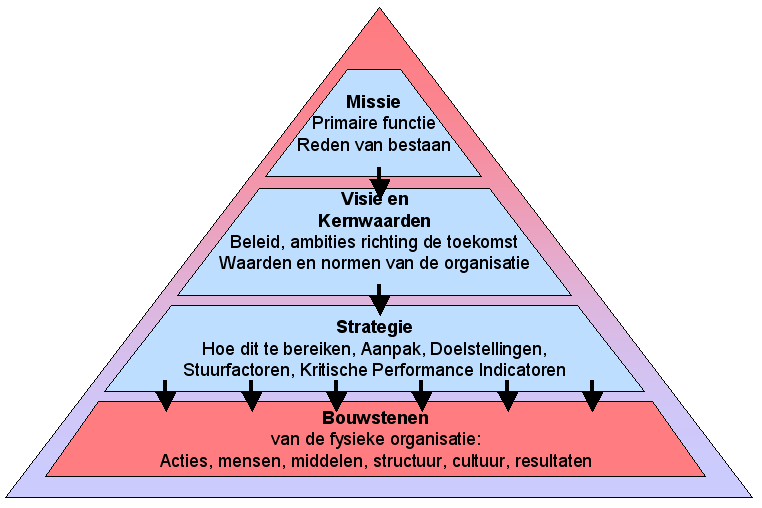
Opzet en ontwerp van strategische planning.

Strategische planning ofwel het bewust formuleren van een strategie is een bepaling van een keuze uit alternatieven op hoofdlijnen binnen een organisatie. Strategische beslissingen lopen over een langere periode en vormen daarmee het centrale uitgangspunt voor deelbeslissingen die op kortere termijn genomen moeten worden. Een gangbare horizon voor strategische beslissingen in het bedrijfsleven ligt tussen de vijf en tien jaar. In sommige sectoren (bijvoorbeeld infrastructuur of energiewinning) gelden langere termijnen.
De financiële effecten van strategische beslissingen worden vastgelegd in een begroting.
Een strategie bestaat uit meerdere tactieken, die op hun beurt weer uit meerdere operationele beslissingen bestaan.
De strategie gaat over de lange termijn. Beslissingen op middellange termijn vallen onder de tactiek. De korte termijn wordt operationeel genoemd.

## Bedrijfsstrategie
Er bestaat niet één eenduidige definitie van bedrijfsstrategie. Een veel gebruikte definitie is afkomstig van Chandler
"Strategy is the determination of the basic long-term goals and objectives of an enterprise, and the adoption of courses of action and the allocation of resources necessary for carrying out these goals."
Michael Porter benadrukt dat strategie niet verward moet worden met operationele effectiviteit. Er zijn verschillende managementtools die de operationele effectiviteit kunnen verbeteren; dit zijn op zichzelfstaande technieken en veranderingen zoals benchmarking, reengineering, outsourcing en total quality management. Deze technieken zijn echter methodes om doelen te bereiken en niet een koers die het bedrijf wil varen, zoals de strategie.
Strategie is belangrijk en noodzakelijk voor een bedrijf om goed te kunnen (blijven) presteren. Midden jaren ’70 werd strategie het middelpunt van managementaandacht, dit werd in het bijzonder gestimuleerd door de Boston Consulting Group. Door de publicatie van het boek Competitive Strategy van Michael Porter (1980) werd de aandacht voor strategie alleen maar groter. Halverwege de jaren ‘80 werd strategie een minder belangrijk punt op de managementagenda. De aandacht werd verplaatst naar andere gebieden: kwaliteit, doorlooptijdverkorting en operationele verbeteringen. In 1993, met de publicatie van Reengineering the Corporation van Michael Hammer en James Champy over business process reengineering (BPR), was strategie, zijnde heel belangrijk, naar de achtergrond verdwenen. In plaats van groot te denken werd de nadruk verplaatst naar meer operationele niveaus binnen de organisatie. Ook het boek The Goal uit 1984 van Eliyahu M. Goldratt over Theory of constraints (TOC) droeg hiertoe bij.
In het huidige bedrijfsklimaat is strategie weer een belangrijk onderdeel van een succesvolle bedrijfsvoering. Met een unieke strategie kan een bedrijf zich onderscheiden van haar concurrenten in een competitieve omgeving.
Het gehele proces om een strategie succesvol te kunnen implementeren is te verdelen in vijf stappen.
1. Ontwikkel de strategie: Allereerst moeten de visie, de missie en de waardes van een bedrijf worden geformuleerd. Aan de hand hiervan kan de strategie worden bepaald.
2. Vertaal de strategie: De strategie moet worden vertaald naar doelen en maatstaven, bovendien moeten strategische initiatieven worden geselecteerd.
3. Plan op operationeel niveau: Er worden plannen gemaakt om de strategische doelen te realiseren. Ook moeten er financiële- en capaciteitsbegrotingen worden gemaakt.
4. Monitor en leer. Als de strategie eenmaal geïmplementeerd is, moeten de prestaties gevolgd worden.
5. Test en pas de strategie aan: Om competitief te blijven, moet de strategie van tijd tot tijd geëvalueerd worden en zo nodig aangepast. Indien noodzakelijk moet er een nieuwe strategie worden bepaald.

## Kritiek
Henry Mintzberg is zeer kritisch over strategische planning. Hij plaats hier vele kanttekeningen bij. Strategische planning heeft volgens Minztberg een zeer beperkt werkingsgebied. Bij een hoge kapitaalintensiviteit, een grote omvang, volwassenheid van een industrie en externe controle kan strategische planning gedijen. In een stabiele omgeving kan er strategisch geprogrammeerd worden, maar daarbuiten niet. In de huidige hoogdynamische wereld betekent dit dat strategische planning vrijwel nergens zinvol is.

## Voordelen
Uit een recente meta-analyse van meer dan 20 jaar onderzoek omtrent strategische planning blijkt dat strategische planning bijdraagt aan de prestatie van organisaties. Specifiek helpt strategische planning organisaties om hun doelen te bereiken. Hiervoor moet strategische planning wel formeel zijn (i.e., er gebeurt een uitgebreide analyse van de eigen omgeving en organisatie, en op basis hiervan bepaalt men een strategie met doelen en plannen), omvattend zijn (i.e., er worden meerdere strategische opties geformuleerd alvorens men daadwerkelijk een koers kiest) en gebruik maken van stakeholdermanagement (i.e., bewust nadenken over wie er wordt betrokken tijdens strategische planning, wanneer, hoe en waarom).

## Andere vormen van planning in de onderneming
Andere vormen van planning binnen een onderneming zijn bv:
- Enterprise resource planning
- Financiële planning
- Material Requirements Planning
- Manufacturing resources planning
- Ondernemingsplan
- Productgerichte planning
- Projectplanning
- Sociaal planning